# AV Daventria 1906
Atletiek Vereniging Daventria 1906 is een Nederlandse atletiekvereniging uit Deventer.

## Geschiedenis
Op 5 mei 1906 werd de vereniging "Daventria" opgericht, die daarmee een van de oudste nog bestaande atletiekverenigingen van Nederland is. Vanaf de vroege jaren heette de club "A&VV Daventria"; de Athletiek en Voetbal Vereniging Daventria. Dit bleef zo totdat in 2001 de disciplines voetbal en atletiek uit elkaar gingen. De "VV Daventria" fuseerde daarna met Roda tot RDC. De "AV Daventria" voegde bij het eeuwfeest "1906" aan zijn naam toe.
De clubkleuren zijn al vanaf het prilste begin "rood-wit" en op de borst van het tenue prijkt de Deventer adelaar; het logo en verenigingswapen. In 1907 sloot "A&VV Daventria" zich aan bij de Nederlandse Atletiekunie en konden de sporters meedoen met officiële wedstrijden.
Naast de atletiek en voetbal deden de eerste leden ook aan gymnastiek. De sportieve activiteiten vonden plaats op een weide buiten Deventer bij de Snipperling. Rond 1912 verhuisde men naar de Ossenweerd ten noorden van de Spoorbrug in Deventer en in 1925 verhuisde de vereniging naar de wijk Borgele. In 1928 verhuisde men naar een eigen terrein achter de beddenfabriek Auping. Sinds 1950 vinden de sportactiviteiten plaats op het sportpark "Keizerslanden" in Deventer.
In 1937 nam de atletiekvereniging de eerste sintelbaan in het oosten van Nederland in gebruik. In 1990 werd deze vervangen door een kunststof atletiekbaan. In 2024 werd de atletiekbaan (die eigendom is van de gemeente Deventer) volledig gerenoveerd.

## Topsport
AV Daventria 1906 richt zich op alle onderdelen van de atletieksport. Vanaf de jaren 50 van de 20e eeuw bracht Daventria zowel nationaal als internationaal een grote groep getalenteerde atleten op de been.

### Nederlandse competitie van clubteams
Zowel bij de dames als bij de heren presteert AV Daventria 1906 op nationaal niveau. De dames presteren in de eredivisie atletiek. Het herenteam komt uit in de eerste divisie.

### Arend Karenbeld
Onder leiding van Arend Karenbeld werd rond 1970 een opmerkelijke nieuwe trainingsmethodiek geïntroduceerd; "ontspannend maar ook intensief trainen". Karenbeld introduceerde de zoladz-test in Nederland en gebruikte als een van de eerste atletiektrainers in Nederland een hartslagmeter. Deze nieuwe trainingsaanpak bracht voor Daventria een gouden generatie aan hardlooptalenten voort: Roelof Veld, Gerard Mentink, Henk Mentink, Gerard Kappert en Gerard Nijboer. 
Andere bekende atleten bij Daventria zijn: Tineke Hidding, Eefje Boons en Emma Oosterwegel.

### Olympische Spelen
Enkele topatleten presteerden op de Olympische Spelen: Gerard Nijboer (1980, 1984 en 1988 / zilver in 1980 op de marathon) Tineke Hidding (1984 en 1988)  en Emma Oosterwegel (2021 en 2024 / brons in 2021 op de zevenkamp). 

## Breedtesport
Binnen de vereniging is ook aandacht voor een recreatieve sportbeleving. De "bosgroepen" bestaan uit een trouwe groep van ongeveer 250 leden die op recreatief niveau wekelijks op dinsdagavond en zaterdagochtend in het Kolkbos in Diepenveen draven.

## IJsselloop
Sinds het eeuwfeest in 2006 organiseert de vereniging in Deventer jaarlijks de IJsselloop. Dit is een wedstrijd voor de jeugd (1000 m en 2000 m) en voor de senioren (5 km, 10 km en 15 km (eerder 10EM)).